# Tra due anime
Tra due anime (titolo originale: Entre deux âmes) è un romanzo del 1913 di Delly, celebre autore di romanzi rosa.

Fu pubblicato per la prima volta a Parigi dall'editore Plon-Nourrit.
La traduzione italiana fu pubblicata nel 1923 dall'editore Salani di Firenze, nella collana Romanzi Salani e successivamente nella Biblioteca delle signorine.

## Trama
Il marchese Elie de Ghiliac a trent'anni è già diventato uno scrittore celebre. Bello, elegante e ricchissimo è circondato da donne adoranti, prime fra tutte sua madre, la marchesa Herminie, e la sua amica di infanzia, la baronessa Roberte de Brayles. Rimasto vedovo dopo un matrimonio sfortunato, Elie decide di risposarsi. Desideroso di non commettere gli errori del passato e ad evitare le donne della buona società, vuole un matrimonio di convenienza, con una donna giovane e pia, che si prenda cura della sua figlioletta Guillemette e viva ritirata nella residenza di campagna di Arnelles, nell'Angiò.

Si rivolge allora al cugino conte d'Essil, la cui moglie appartiene all'aristocrazia della Franca Contea, perché gli indichi una possibile "candidata" fra le sue conoscenze della nobiltà provinciale. Su sua indicazione, parte alla volta del Giura dove, nel vecchio castello in rovina degli Hauts-Sapins, vive la famiglia di Valderez de Noclare.
Il padre di Valderez è un uomo senza volontà, che dopo aver dilapidato la fortuna di famiglia in una vita elegante e sregolata, riesce a fatica a sostentare la moglie inferma e i suoi sette figli. Valderez, la figlia maggiore, è stata costretta giovanissima a prendere il posto della madre nella direzione della casa e nella cura dei fratelli.
L'incontro fra Elie e Valderez avviene nel cortile del castello, immerso nella neve. Il marchese di Ghiliac ha visto soltanto una fotografia di Valderez, mostratagli dal cugino, che risale a tre anni prima, quando la ragazza era ancora quindicenne e poco appariscente. Quella che si trova davanti, invece, è una donna bellissima e di una speciale grazia aristocratica.
Fra i due regna la freddezza e Valderez è spaventata dai modi e dalla conversazione di Elie, che le sembra eccessivamente mondano, ironico, distaccato. Niente lascia dunque presagire quello che accadrà pochi giorni dopo: tornato a Parigi, il marchese de Ghiliac invia a Noclare una formale domanda di matrimonio per sua figlia Valderez.
La ragazza tenta di sottrarsi ad un legame che la spaventa, ma il padre esercita su di lei un vero e proprio ricatto morale: le rivela che la famiglia è sull'orlo della rovina a causa di alcuni suoi investimenti sbagliati; solo il matrimonio di Valderez col marchese di Ghiliac, così ricco, può impedire loro di cadere in miseria. Con spirito di sacrificio, la ragazza accetta il fidanzamento.
Elie torna agli Hauts-Sapins per il matrimonio. Questa volta, i suoi modi sembrano diversi e dimostra gentilezza e premura nei riguardi della fidanzata. Valderez comincia a pensare che forse la sua vita non sarà così terribile, ma alla vigilia del matrimonio le sue speranze vengono distrutte dalla madre di Elie. La marchesa, gelosa di quella nuora così giovane e bella, le descrive il figlio come un uomo senza cuore che si diverte ad ingannare le donne trasformandole in casi di studio psicologico per i suoi romanzi. Valderez, spaventata, sposa comunque Elie, ma subito dopo gli rivela la sua contrarietà, gli spiega di essere convinta di aver fatto un errore e gli chiede di lasciarla con la sua famiglia. Ma il marito è irremovibile, partiranno per Arnelles comunque.
Valderez e la piccola Guillemette si affezionano subito una all'altra. Per qualche tempo Elie resta lontano, a Parigi e in giro per il mondo. Ma la lontananza non dura a lungo. Tornato ad Arnelles, si mostra completamente diverso. Questa volta, Valderez capisce che non è affatto l'uomo freddo e senza cuore che le è stato descritto. Reagisce quindi con sdegno quando Roberte de Brayles le riferisce i pettegolezzi che circolavano sulla morte della prima moglie di Elie, difendendolo apertamente. Finalmente i due sposi chiariscono tutti i malintesi e si rivelano il reciproco amore, nascosto a lungo e negato anche a loro stessi.

## Edizioni
- Prima edizione in lingua originale: Entre deux âmes, Paris, Plon-Nourrit, 1913. In 16°, 323 p.
- Prima edizione in italiano: Tra due anime, Firenze, Salani, 1923. In 16°, 328 p. con 1 tavola.